# カルロス・ヌズマン

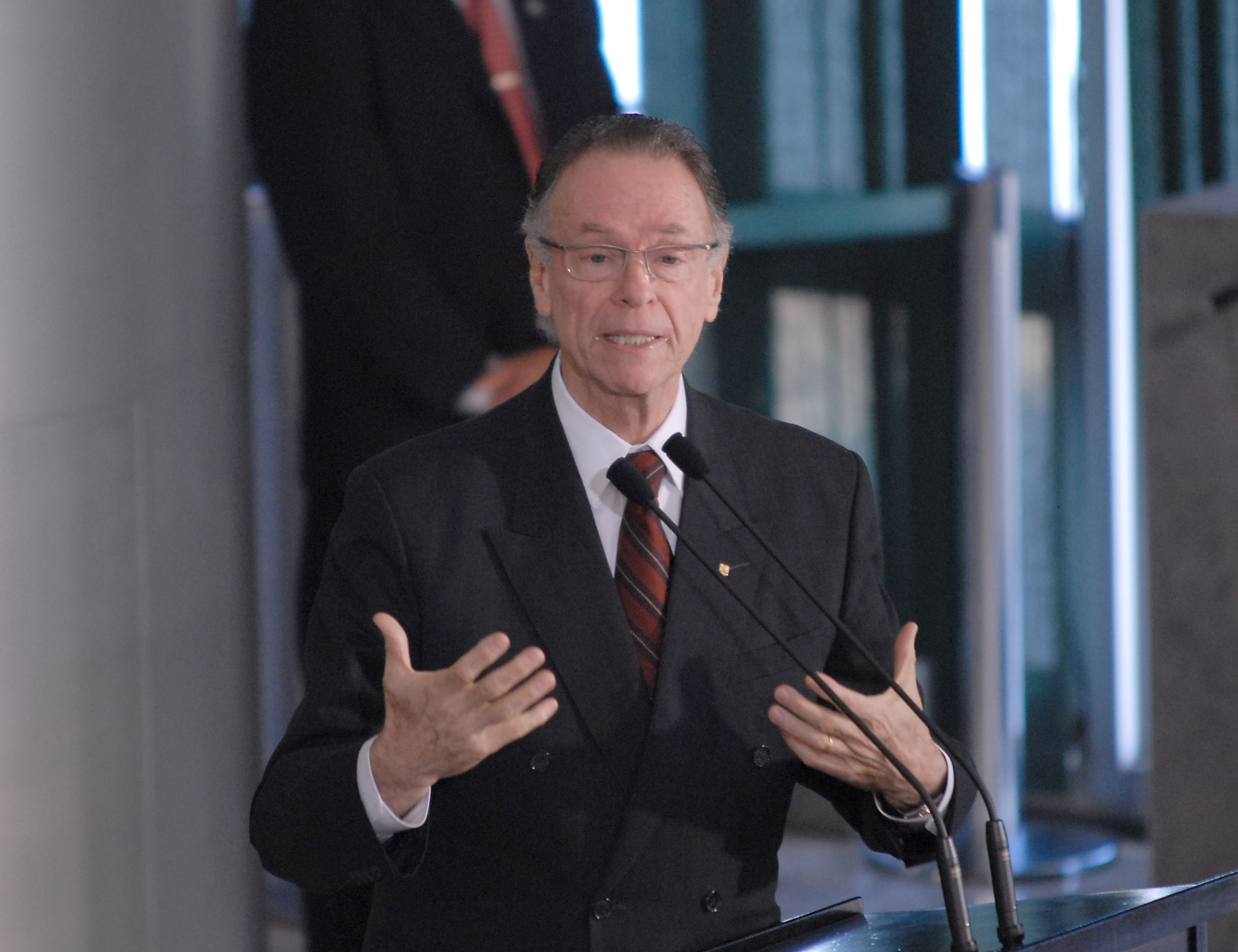
カルロス・ヌズマン

カルロス・アルトゥール・ヌズマン（Carlos Arthur Nuzman、1942年3月17日 - ）は、ブラジルの元バレーボール選手で、現在は弁護士、2016年リオデジャネイロオリンピック・パラリンピック組織委員会会長。リオデジャネイロ市出身。身長185cm、体重78kg。

## 来歴
- バレーボール選手として1964年東京オリンピックに出場。順位は10か国中7位だった。
- 現役を引退後はブラジルバレーボール連盟会長として、1992年バルセロナオリンピックで男子代表を金メダルに導く。
- 1995年よりブラジルオリンピック委員会の会長を務める。
- 2000年から国際オリンピック委員会（IOC）委員を務める。2013年からIOC名誉委員。
- 親日家。2009年10月におけるヌズマンのコメント「バレーボールの大会で32回日本に行きました。日本から多くのことを学んだおかげで、ブラジルの男女バレーは強いのです」。
- リオデジャネイロオリンピック招致委員会会長としてすべてのIOC委員と個別に面談し、リオデジャネイロをPRした。
- ギョロ目がトレードマーク。
- 2014年10月には外務省の招待で来日している。
- 2017年10月5日、リオデジャネイロオリンピック・パラリンピックの招致に絡み、IOC委員の買収に関与した疑いがあるとして連邦警察に逮捕された[1]。
- 2021年11月25日、リオ連邦地裁で禁錮30年11ケ月の実刑判決を受けた[2]。